# Liste der deutschen Botschafter in Senegal
Die Liste der deutschen Botschafter in Senegal enthält die Botschafter der Bundesrepublik Deutschland in Senegal. Sitz der Deutschen Botschaft ist in Dakar.
Die Auslandsvertretung wurde am 15. Dezember 1955 als Konsulat errichtet und am 20. Juni 1960 in eine Botschaft umgewandelt. Sie ist auch zuständig für Guinea-Bissau. Bis 2023 war die Botschaft auch für Gambia und Kap Verde zuständig.
| Name                        | Amtszeit  | Anmerkungen         |
| --------------------------- | --------- | ------------------- |
| Walter Reichhold            | 1955–1963 | ab 1960 Botschafter |
| York Alexander von Wendland | 1964–1969 |                     |
| Rudolf Junges               | 1969–1971 |                     |
| Ulrich Scheske              | 1971–1973 |                     |
| Alexander Török             | 1973–1979 |                     |
| Udo Horstmann               | 1979–1983 |                     |
| Norbert Lang                | 1983–1986 |                     |
| Heribert Wöckel             | 1986–1990 |                     |
| Thomas Fischer-Dieskau      | 1990–1995 |                     |
| Eleonore Linsmayer          | 1995–1999 |                     |
| Rainald Steck               | 1999–2003 |                     |
| Doretta Maria Loschelder    | 2005–2009 |                     |
| Christian Clages            | 2009–2013 |                     |
| Bernhard Kampmann           | 2013–2016 |                     |
| Renate Schimkoreit          | 2016–2017 |                     |
| Stephan Röken               | 2017–2021 |                     |
| Sönke Siemon                | 2021–2025 |                     |